# Janina Marcinkowa
Janina Marcinkowa (ur. 14 grudnia 1920 w Cieszynie, zm. 18 grudnia 1999 tamże) – polska etnografka, choreografka, pedagog, Honorowa Obywatelka Miasta Cieszyna. Badaczka folkloru tanecznego, znana przede wszystkim z badań nad tańcami regionu Śląska Cieszyńskiego, animatorka życia kulturalnego. Zajmowała się strojem regionalnym (np. haftem na żywotkach). Współtwórczyni i wieloletnia choreografka Zespołu Pieśni i Tańca Ziemi Cieszyńskiej im. J. Marcinkowej.

## Życiorys

### Młodość i wykształcenie
Córka Jerzego Olszana (właśc. Samiec) i Zofii z d. Firla, obojga ewangelików. Janina wychowała się w Cieszynie, gdzie ukończyła lokalne gimnazjum. Już jako mężatka pobierała w czasie okupacji lekcje tańca scenicznego w Krakowie. W latach 1948–1951 uczęszczała do Państwowego Ogniska Choreograficznego w Bielsku-Białej, prowadzonego przez Elwirę Kamińską. W latach 1960–1965 była słuchaczką studium Tanecznego przy Ministerstwie Kultury i Sztuki oraz Studium Kinetografii Labana u prof. Roderyka Lange, uzyskując uprawnienia pedagogiczne. W 1962 r. rozpoczęła studia etnograficzne na Wydziale Filozoficzno-Historycznym Uniwersytetu Wrocławskiego, które ukończyła w 1967, broniąc pracę magisterską pt. „Tradycyjne tańce Beskidu Śląskiego”.

### Działalność artystyczno-oświatowa
W 1950 rozpoczęła pracę jako choreografka w małym zespole tanecznym w Cieszynie, który w 1953 przekształcił się w Zespół Pieśni i Tańca Ziemi Cieszyńskiej. Była współtwórczynią licznych widowisk folklorystycznych, współpracowała z wieloma zespołami ludowymi w Polsce (m.in. Śląsk i Mazowsze) oraz za granicą (m.in. w Stanach Zjednoczonych i Zaolziu). Opracowywała choreografię do widowisk telewizyjnych, teatralnych i filmów fabularnych. Prowadziła badania terenowe nad tańcami ludowymi. W czasie swojej działalności zawodowej opublikowała kilka książek i wiele artykułów. Była wykładowczynią kinetografii i tańców śląskich na Studium Tanecznym przy ówczesnym Departamencie Amatorskiego Ruchu Artystycznego Ministerstwa Kultury i Sztuki. Organizowała i prowadziła kursy oraz warsztaty m.in. na kierunku etnologii Uniwersytetu Śląskiego w Cieszynie, zasiadała w jury festiwali. W zespole Marcinkowa pracowała do emerytury.

Zmarła 18 grudnia 1999 w Cieszynie, została pochowana na miejscowym cmentarzu ewangelickim. Po śmierci Janiny Marcinkowej zespół Pieśni i Tańca Ziemi Cieszyńskiej przyjął ją jako swoją patronkę. 

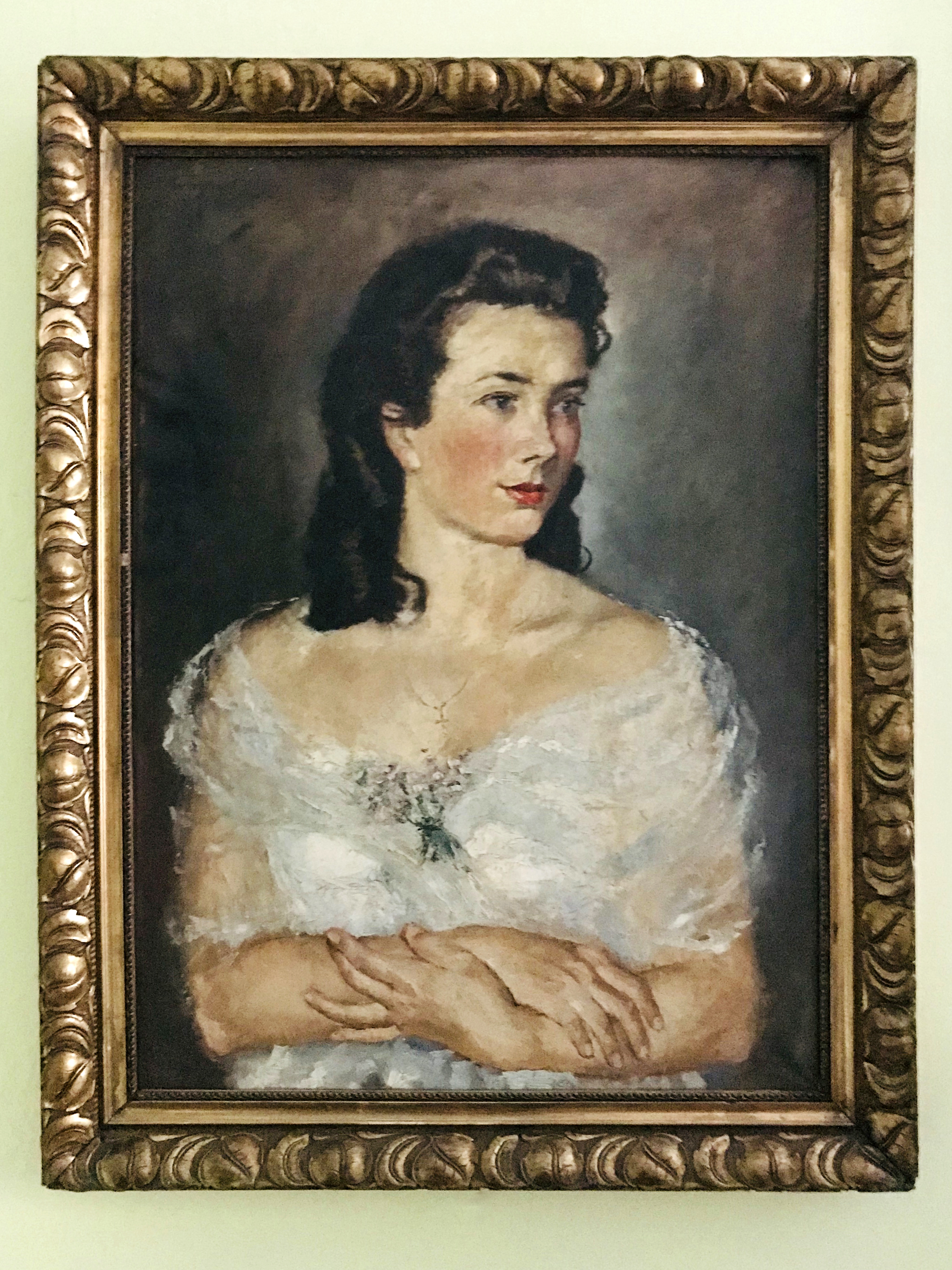
portret Janiny Marcinkowej, Ludwik Konarzewski, 1943 r.

### Życie prywatne
W 1938 wyszła za mąż za urzędnika magistratu Kazimierza Marcinka, z którym miała czwórkę dzieci: Krystynę Sobczyńską (etnografkę), Zofię Marcinek (choreografkę), Janusza Marcinka i Annę Marcinek-Kępę (choreografkę). Janina z rodziną mieszkała w Cieszynie w domu ciotki męża – Stefanii Michejdowej, córki dr. Józefa Zaleskiego, żony burmistrza Cieszyna Władysława Michejdy.

## Wybrane publikacje
- Marcinkowa J., Sobczyńska K., Folklor  taneczny Beskidu Śląskiego, CPARA, Warszawa 1969
- Marcinkowa J., Tańce ludowe Zagłębia Dąbrowskiego, Ziemia Będzińska, t. 4, s. 238-256,  Będzin 1972
- Marcinkowa J., Sobczyńska K., Pieśni, taniec i obrzędy Górnego Śląska, COMUK, Warszawa 1973
- Marcinkowa J., Folklor taneczny regionu cieszyńskiego, w: Z zagadnień folkloru muzycznego na Śląsku Cieszyńskim, Prace naukowe UŚ, nr 141, s. 37-48, Katowice 1977
- Marcinkowa J., Dances from Cieszyn, kinetograms and music, Documentary Dances Materials nr 4, Centre for Dance Studies, Jersey 1978
- Marcinkowa J., Sobczyńska K., Byszewski W., Folklor Zagłębia Dąbrowskiego, COMUK, Warszawa 1983
- Marcinkowa J., Tradycyjne tańce Pogórza i Beskidu Cieszyńskiego, "Górnośląski Almanach Muzyczny", s. 67-82, Katowice 1988
- Marcinkowa J., Tańce Beskidu i Pogórza Cieszyńskiego, Centrum Animacji Kultury, Warszawa 1996
- Marcinkowa J., Kozoka bych tańcowała, w: Daniel Kadłubiec z zespołem, Płyniesz Olzo, Monografia Kultury Ludowej Śląska Cieszyńskiego, s. 147-163, Czeski Cieszyn 2016

## Filmografia
- 1959: Goiczek – choreografia do widowiska telewizyjnego
- 1961: U nas hań downi – choreografia do widowiska telewizyjnego
- 1962,1963: Niedzielna biesiada – choreografia do widowiska telewizyjnego
- 1964: Noc świętojańska – choreografia do widowiska telewizyjnego
- 1964: Andrzejki – choreografia do widowiska telewizyjnego
- 1965: Śląski kulig zapustowy – choreografia do widowiska telewizyjnego
- 1966: Sobótki, choreografia do filmu, reż. Paweł Komorowski
- 1969: Sól ziemi czarnej, choreografia do filmu, reż. Kazimierz Kutz
- 1969: U Bregółów na Zawodziu, program cykliczny – choreografia
- 1970: Rolnikom Opolszczyzny taniec i pieśń  – choreografia do widowiska telewizyjnego
- 1971, 1973, 1974, 1975: Z teki folklorystycznej Adolfa Dygacza – choreografia do czterech programów telewizyjnych
- 1974: W Cieszynie na rynku, program emitowany w TVP i TV CSRS – choreografia
- 1974: Program okolicznościowy z okazji Święta Trybuny Robotniczej – choreografia
- 1974: Górnicze Święto, program realizowany przez telewizję szwajcarską dla UNESCO
- 1975: Z najlepszymi życzeniami – choreografia do widowiska telewizyjnego[14]
- Tańce polskie – śladami O. Kolberga – Beskid Śląski, TV Katatowice – opracowanie i prowadzenie[15]
- Tańce polskie – śladami O. Kolberga – Cieszyn – opracowanie i prowadzenie[16]

## Nagrody i wyróżnienia

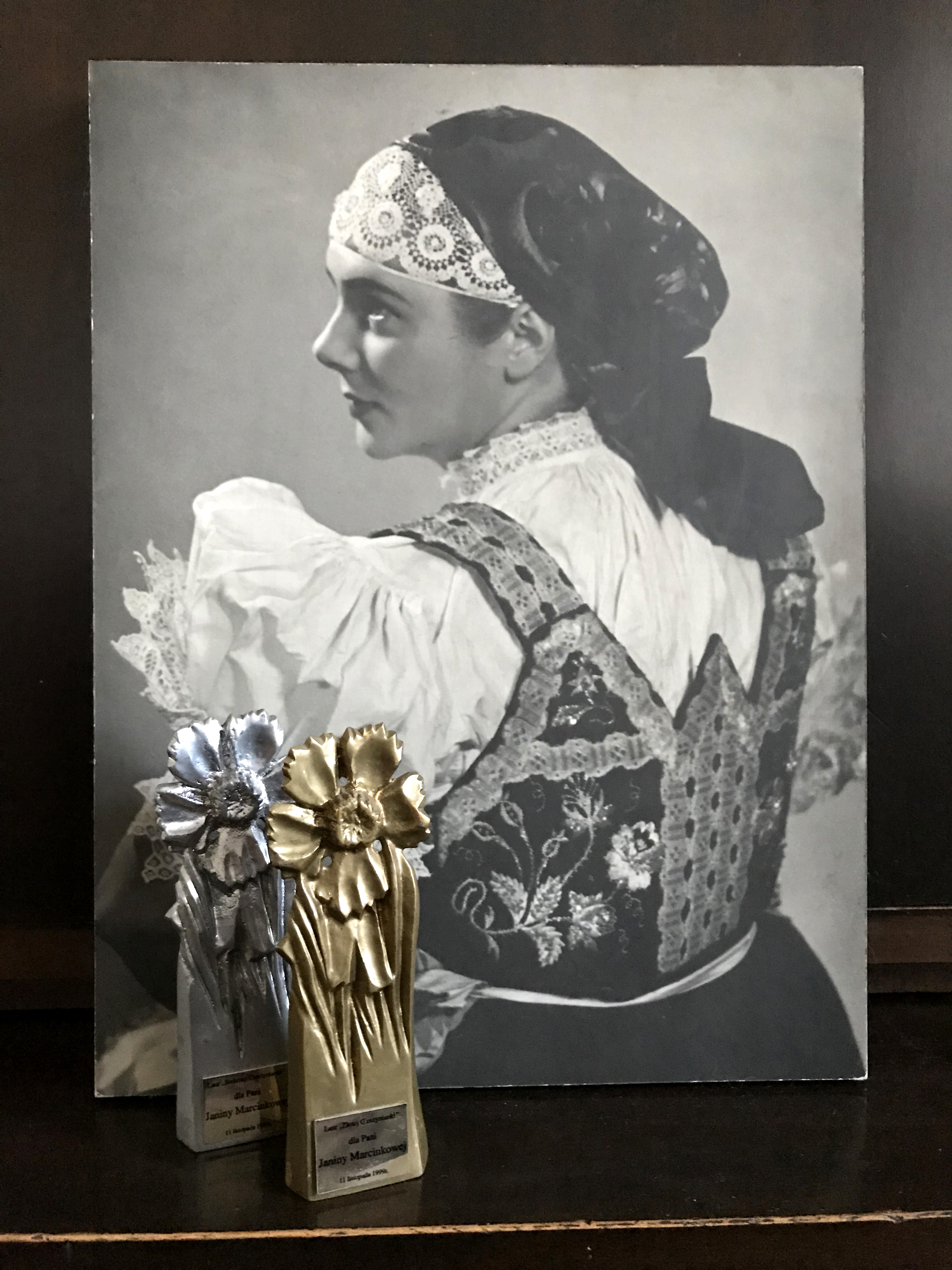
Janina Marcinkowa, laureatka nagrody honorowej Srebrnej i Złotej Cieszynianki przyznanej w 1999 r.

- Nagroda im. Oskara Kolberga (1989)[17]
- Nagroda im. Karola Miarki (1999)[18]
- Laur Srebrnej i Złotej Cieszynianki (listopad 1999)[4]
- Krzyż Oficerski Orderu Odrodzenia Polski (grudzień 1999 – pośmiertnie)[4]
- Wyróżniona na Uliczce Cieszyńskich Kobiet (wrzesień 2010 – pośmiertnie)[19][20]
- Tytuł „Honorowy Obywatel Miasta Cieszyna” (25 czerwca 2020 – pośmiertnie)[3]

## Upamiętnienie
W 2010 została uhonorowana lampą umieszczoną na Uliczce Cieszyńskich Kobiet.